# Szerelmesek lakatjai
A szerelmesek lakatjai több településen előforduló látványosság; legtöbb helyen egy kerítésre akasztanak fel szerelmesek összetartozásuk jeléül olyan lakatot, melybe belevésték vagy belegravírozták nevüket vagy nevük kezdőbetűit. Az összetartozást kifejező lakat felhelyezését követően a szerelmesek rendszerint eldobják a lakat kulcsát, mintegy kifejezve, hogy többé soha nem kívánják levenni.

## A pécsi lakatfal
Magyarországon először Pécs belvárosában jelentek meg a lakatok két egymáshoz közeli vaskerítésen. A pécsi lakatfal keletkezéséről többféle bizonytalan alapokon nyugvó elmélet is létezik. A jelenleg legáltalánosabban elfogadott szerint eredetileg 1971-ben, sikeres érettségijüket követően a közeli középiskola végzős tanulói helyezték el iskolai szekrényük lakatjait a 4. számú kanonoki ház kovácsoltvas kerítésén.
Az évek során Pécs belvárosának más pontjain is megjelentek a lakatok, például a Dzsámi korlátján is.

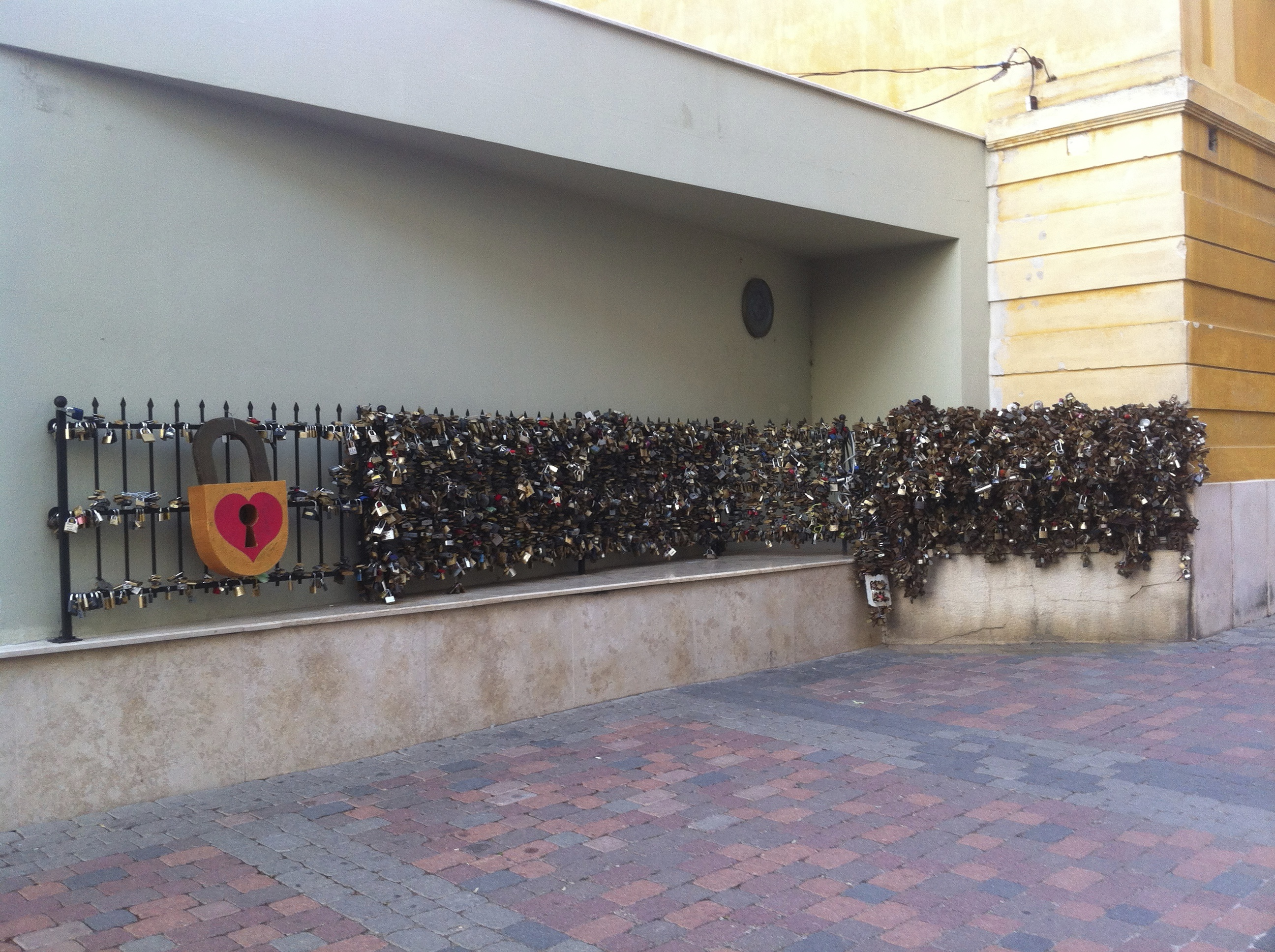
Az első, 2010-ben kibővített pécsi lakatfal
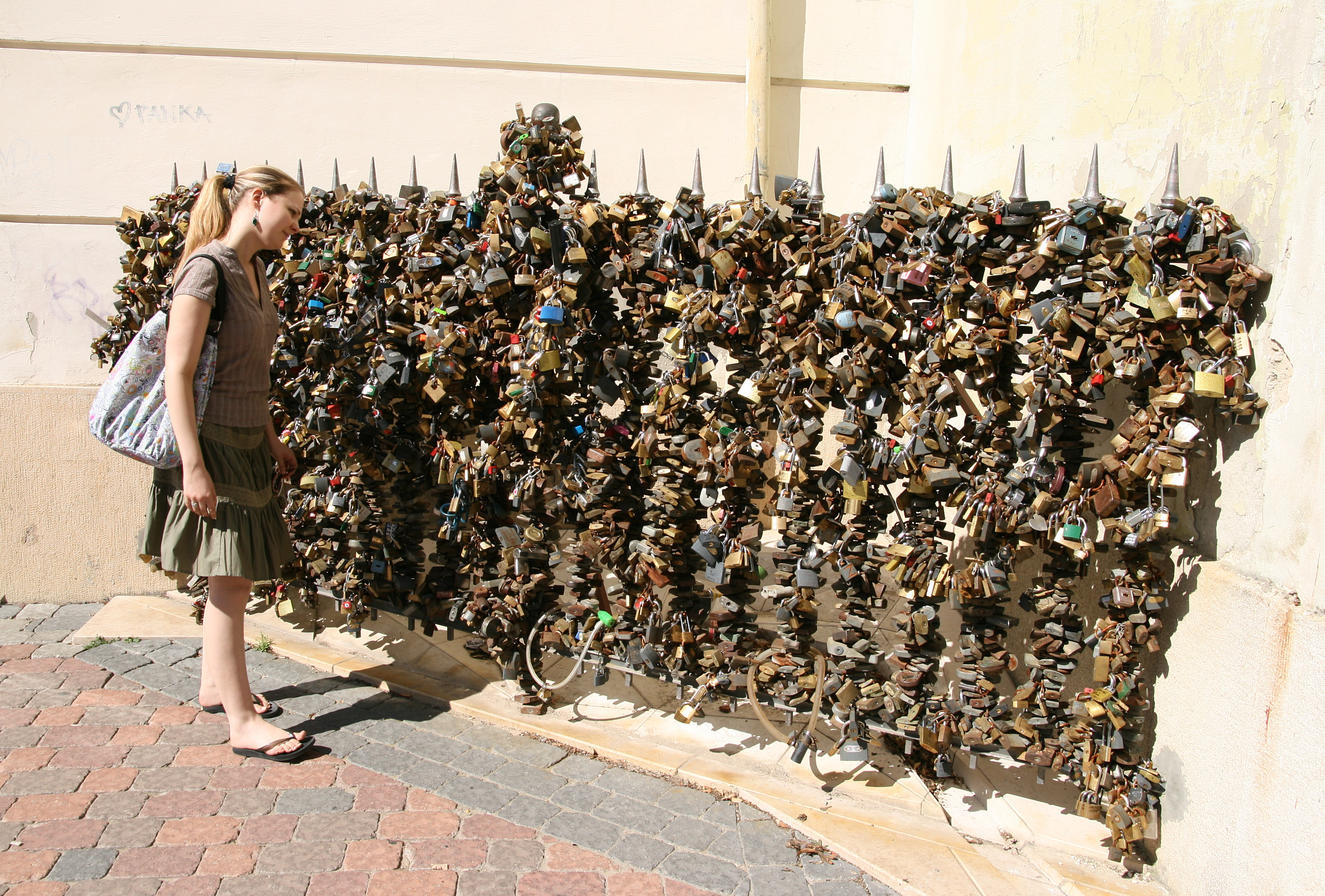
A második pécsi lakatfal
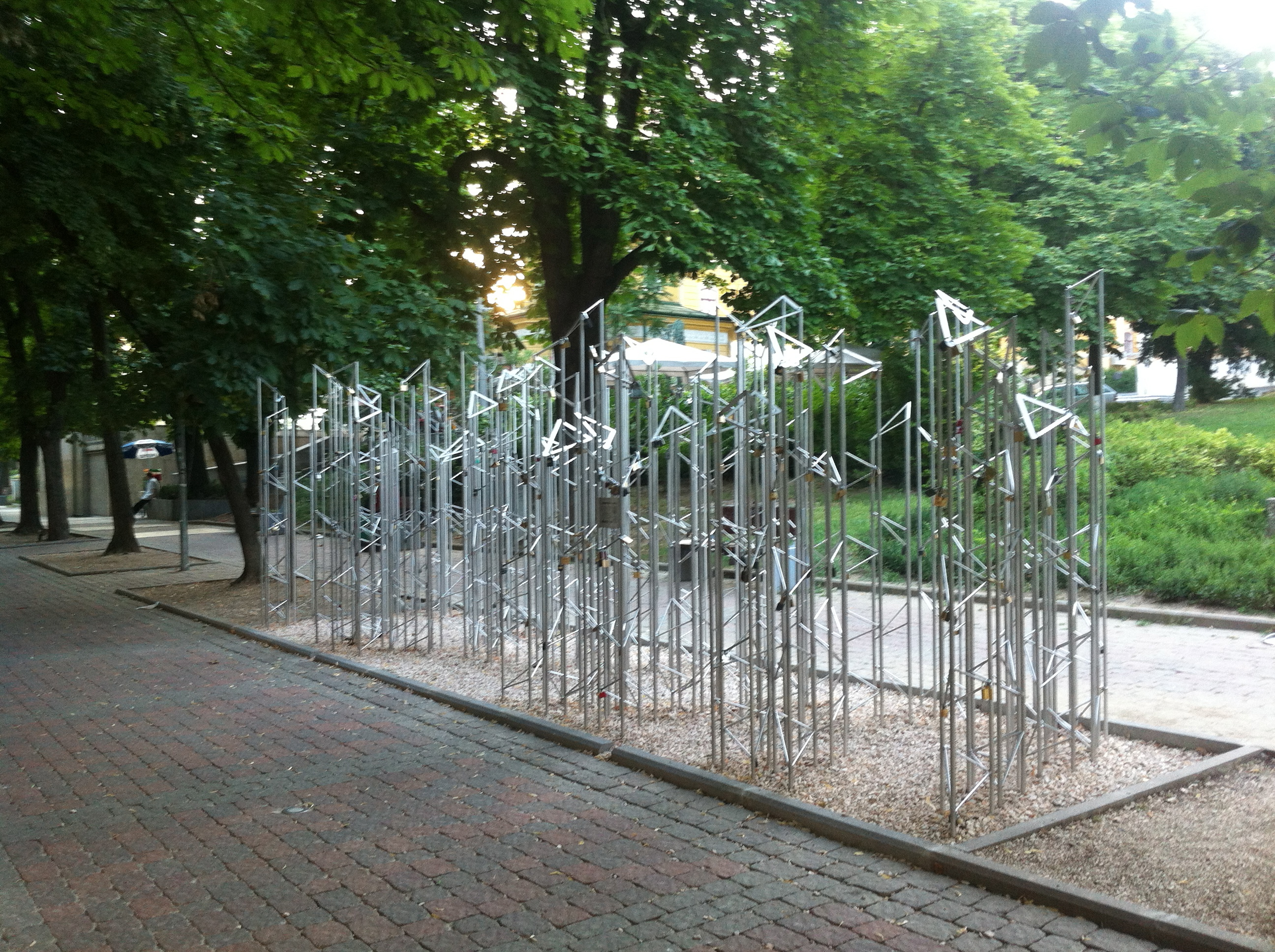
A 2013-ban átadott új pécsi lakatfal
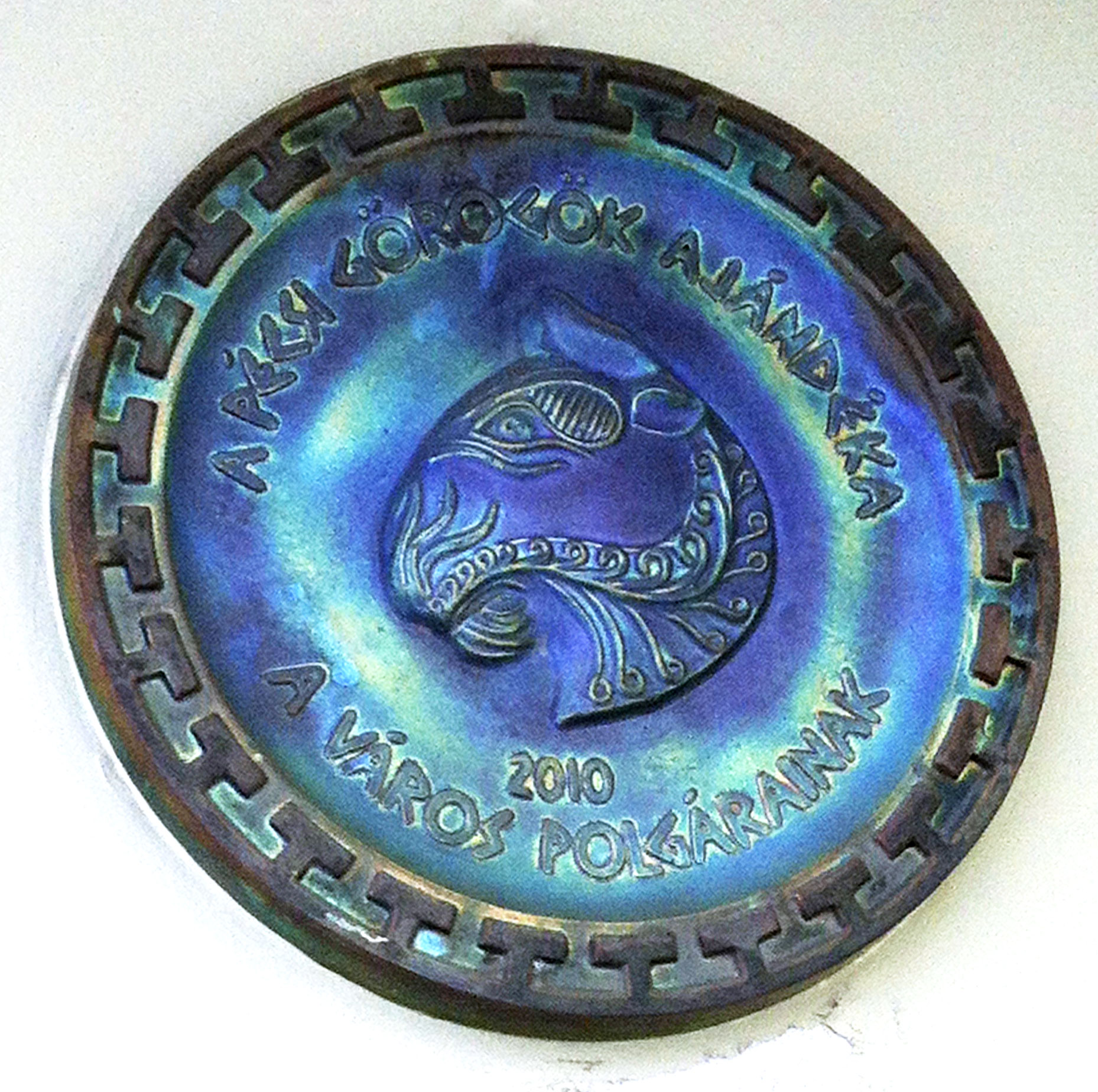
Az eredeti pécsi lakatfal felújításának emléktáblája
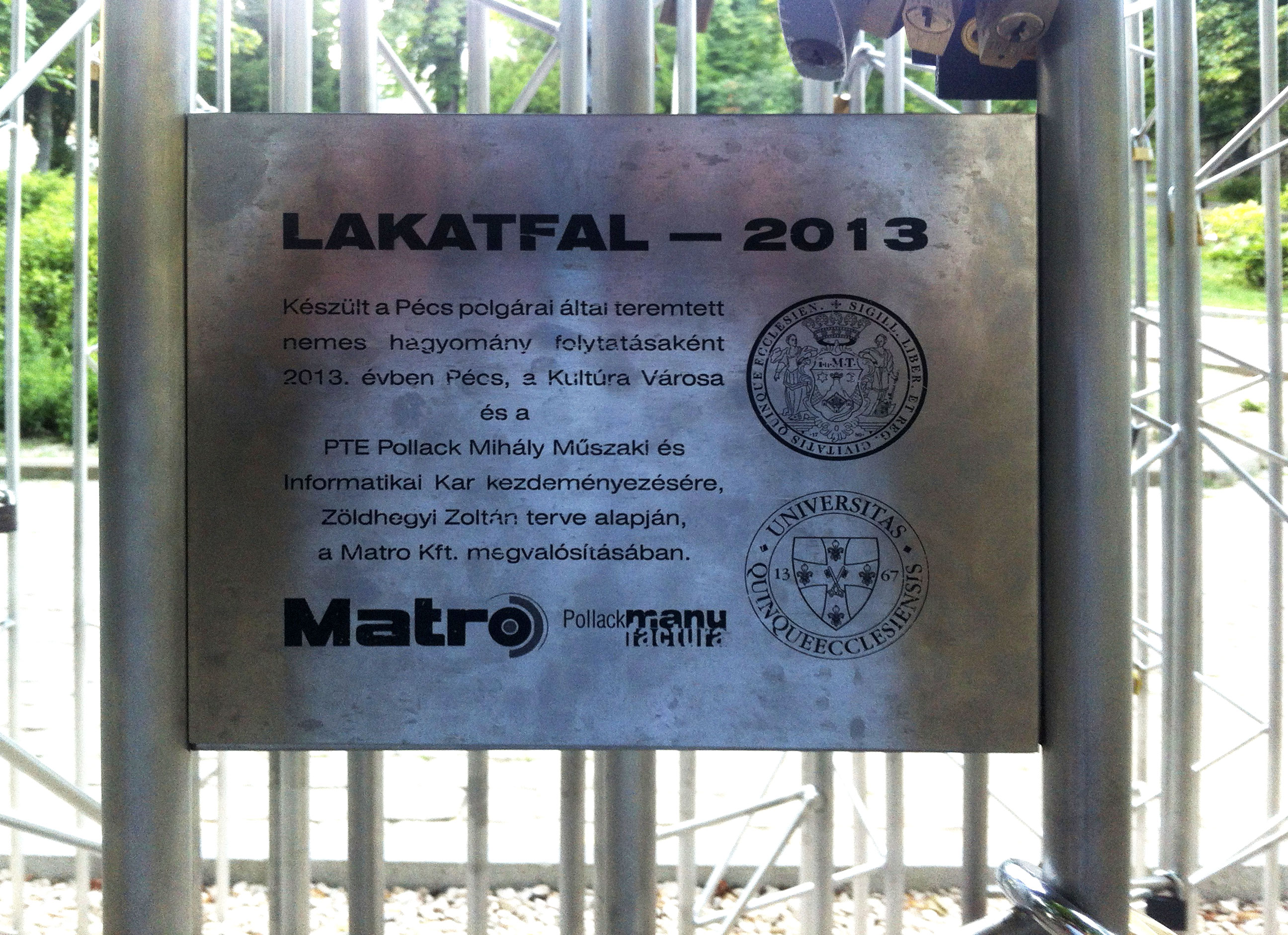
A 2013-ban átadott új pécsi lakatfal táblája
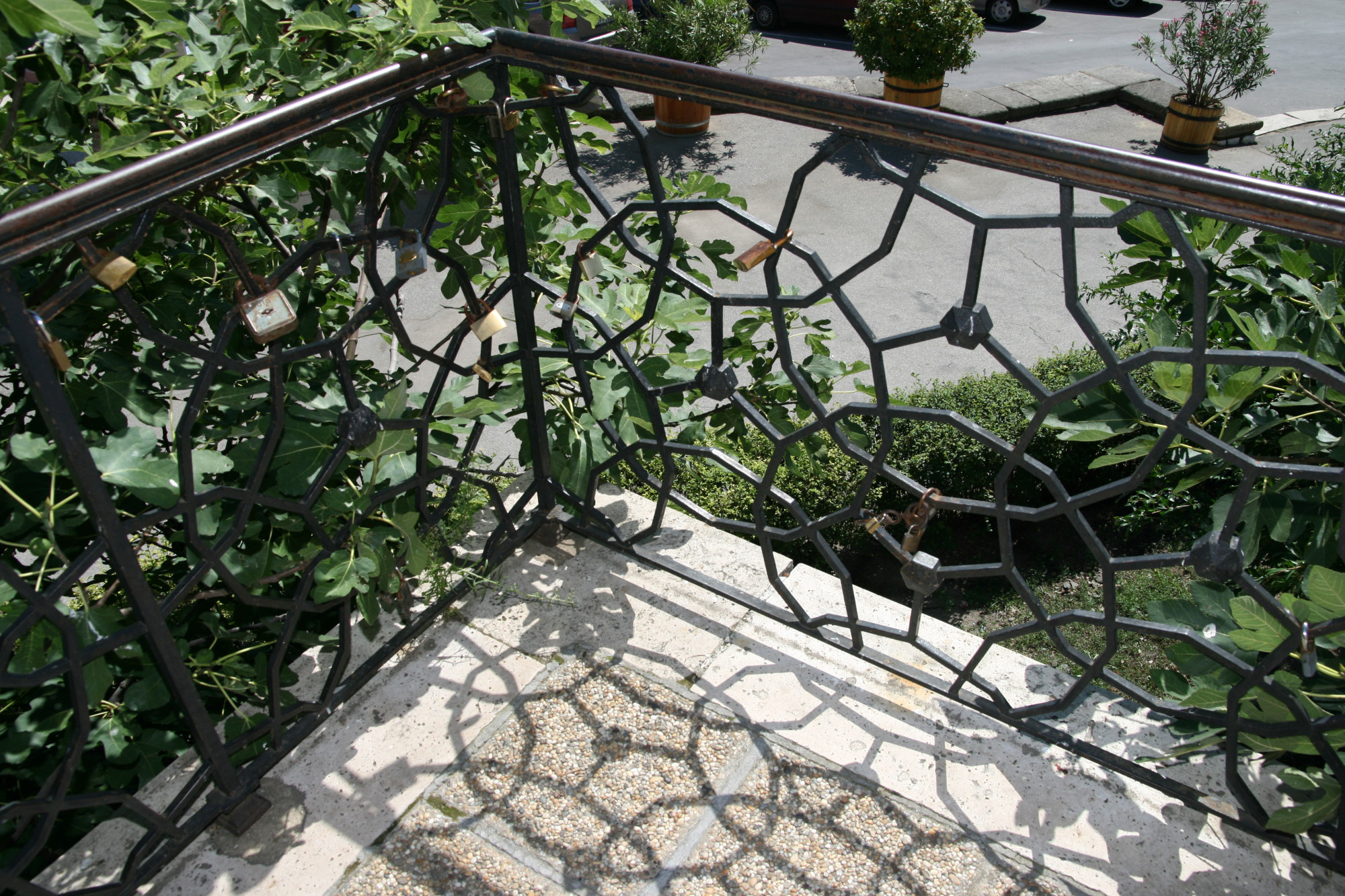
Lakatok a pécsi Jakováli Hasszán dzsámijának oldalán

## Más magyar településeken
A miskolci Szinva terasz kis hídján is feltűntek lakatok, először 2006-ban, a tér kialakítása után. Ezen kívül találhatók ilyen lakatok még Eger, Szekszárd, Nyíregyháza, Győr, Békéscsaba, Vác, Székesfehérvár, Szombathely, Tata, Veszprém és Kaposvár belvárosában is, a budapesti Erzsébet téren, valamint Zentán a Tisza-parton álló Révész-szobor melletti korláton, és újabban a szolnoki Tiszavirág hídon is megjelentek. Nem csak városokban, hanem a Somogy vármegyei Hács faluban is létezik ilyen lakatfal.

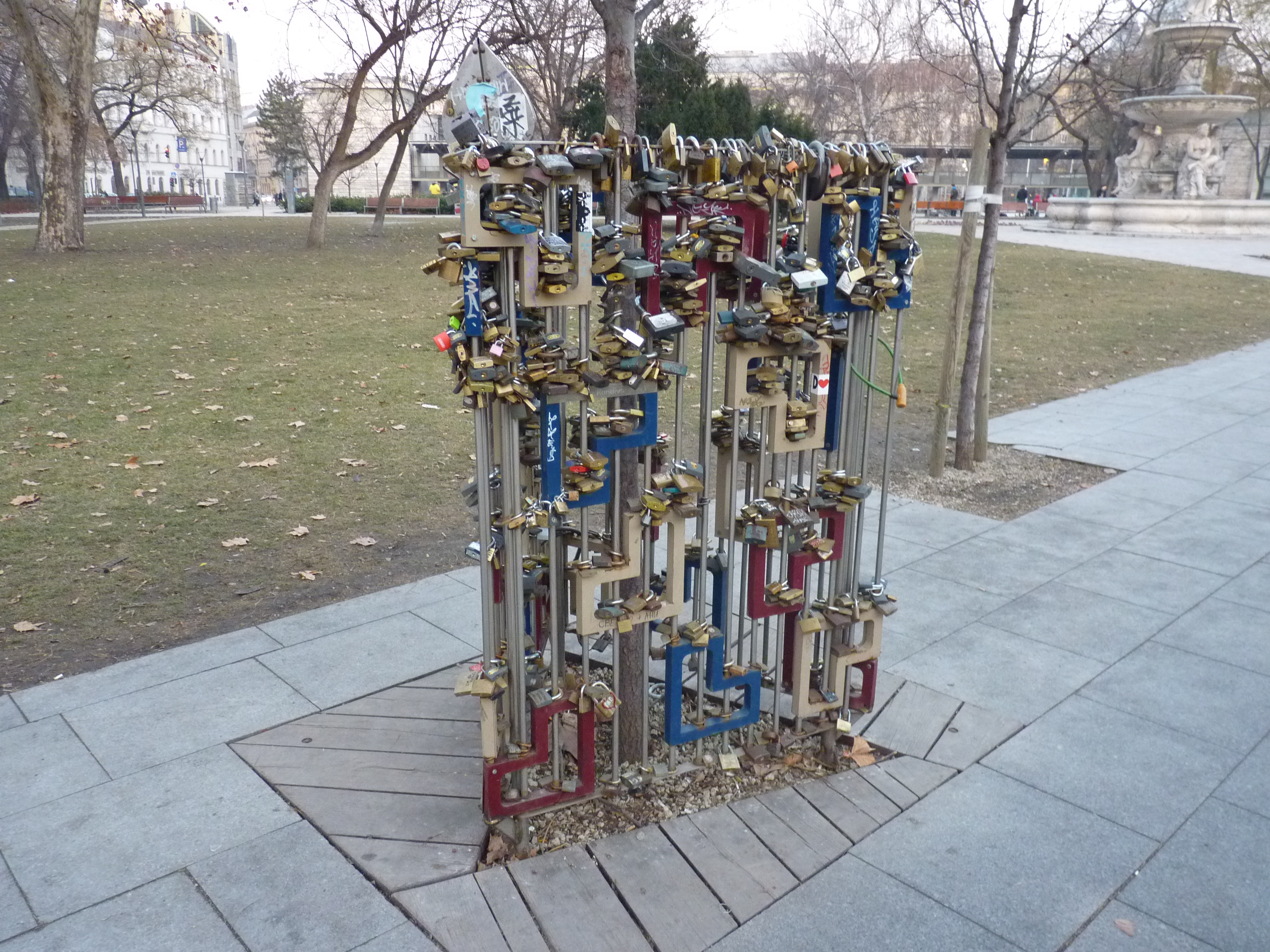
Budapest
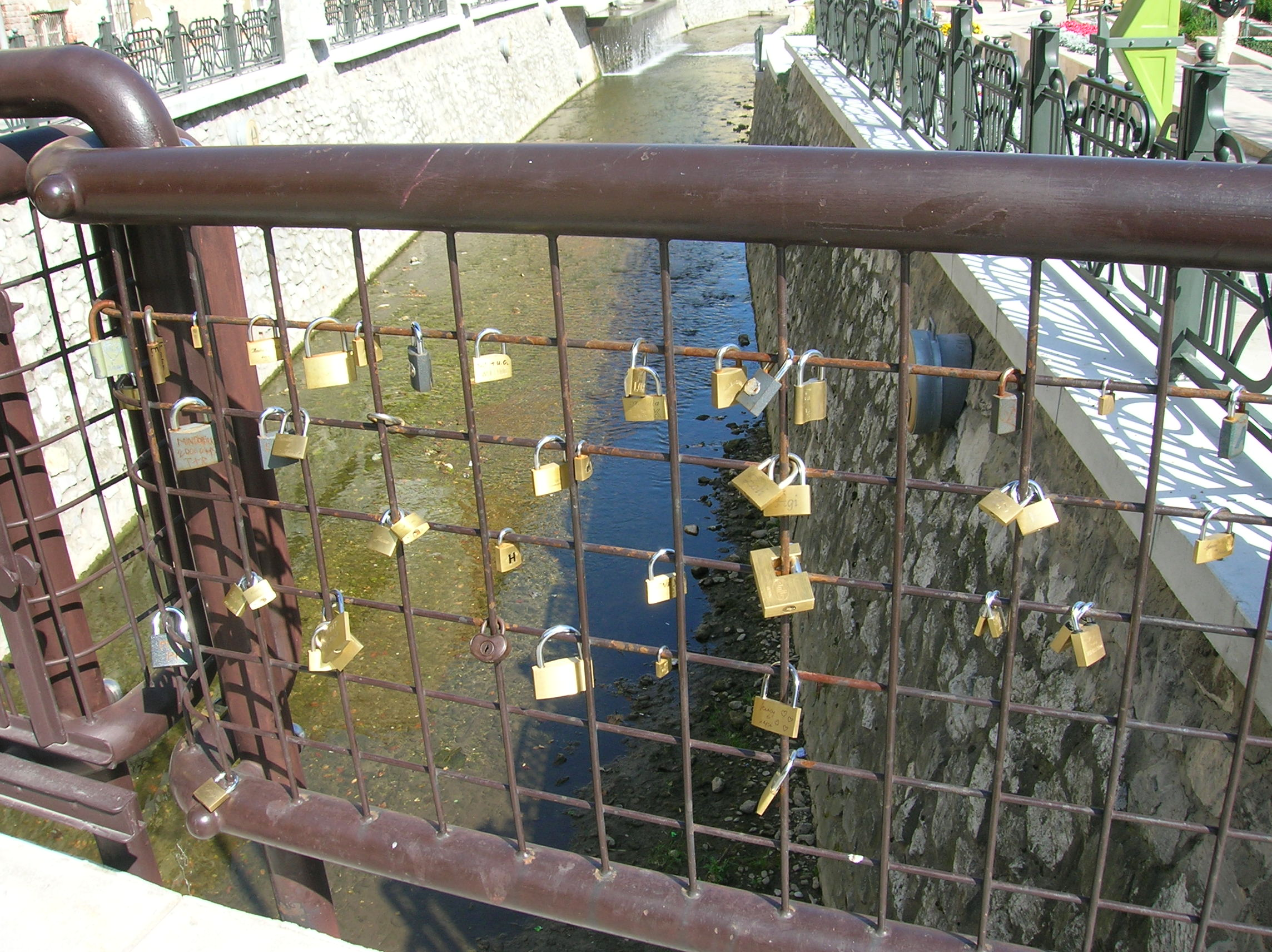
Miskolc
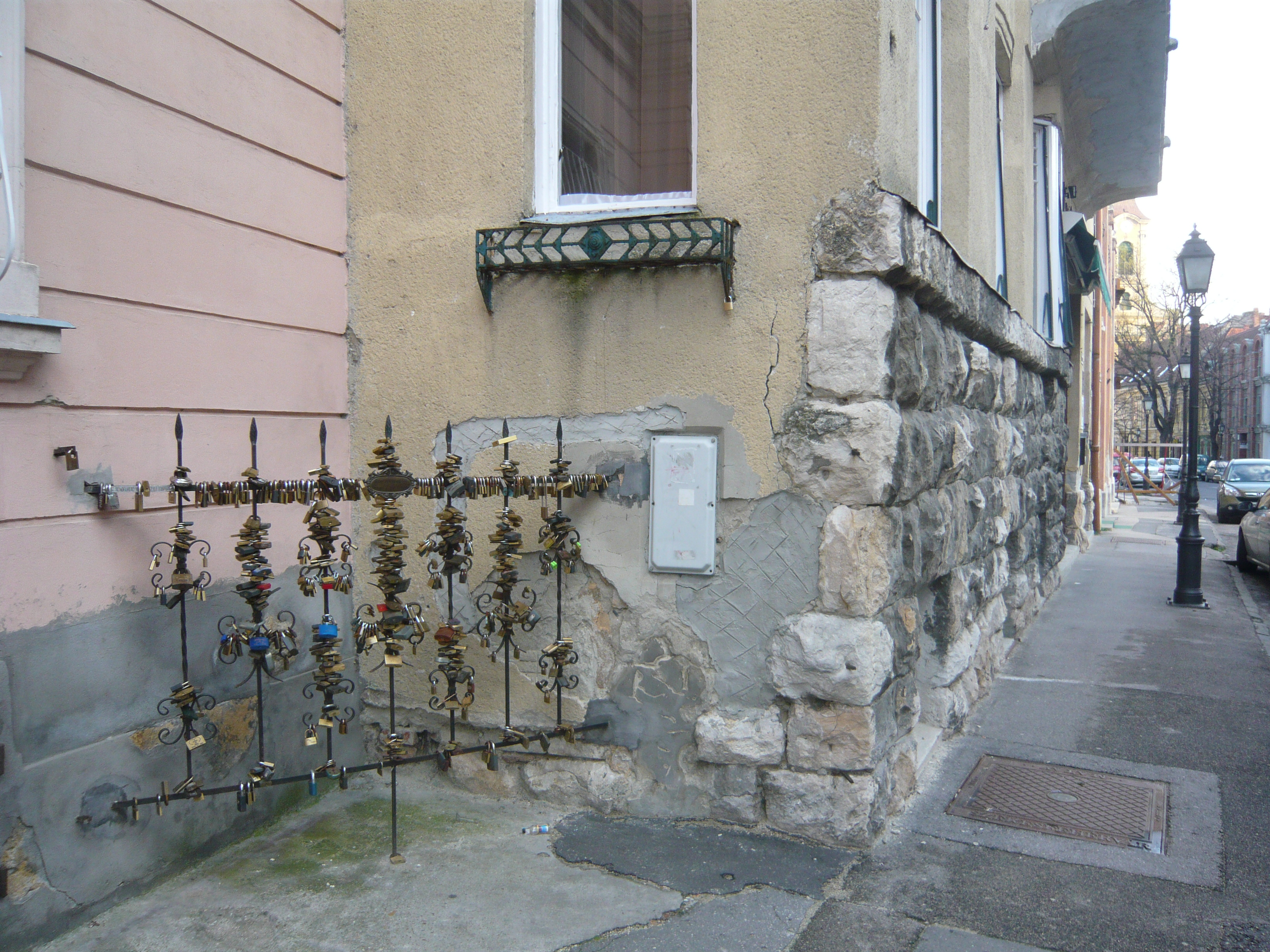
Székesfehérvár

## A világban
A felakasztott lakatok a 2000-es években kezdtek feltűnni Európában. A megjelenések oka helytől függően változó és gyakran forrás hiányában ellenőrizhetetlen. Ilyen lakatok találhatók a római Milvio-hídon, a szerb Vrnjačka Banja város egyik hídján (Most Ljubavi – magyarul: A szerelem hídja), a temesvári Szerelmesek hídján (mely nevét is a lakatok után kapta), Rigában (Lettország) és Moszkvában is létezik. Firenzében a Ponte Vecchio közepén álló Benvenuto Cellini-szobor kerítésére aggatják a lakatot a szerelmes turisták, a lakat kulcsát pedig az Arno folyóba dobják. Magyarországon először Pécs belvárosában jelentek meg szerelmes lakatok.
Egy híres ilyen híd volt a párizsi Pont des Arts. A szerelmesek a híd korlátjaira mintegy 1 millió lakatot aggattak, melyek összesen 45 tonnát nyomtak. Miután a korlát egy része leszakadt a súly alatt, a városvezetés 2015-ben eltávolította a lakatokat, a korlátokat pedig háló helyett üvegre cserélte. Hasonló munkát végeztek a város többi hídján is.

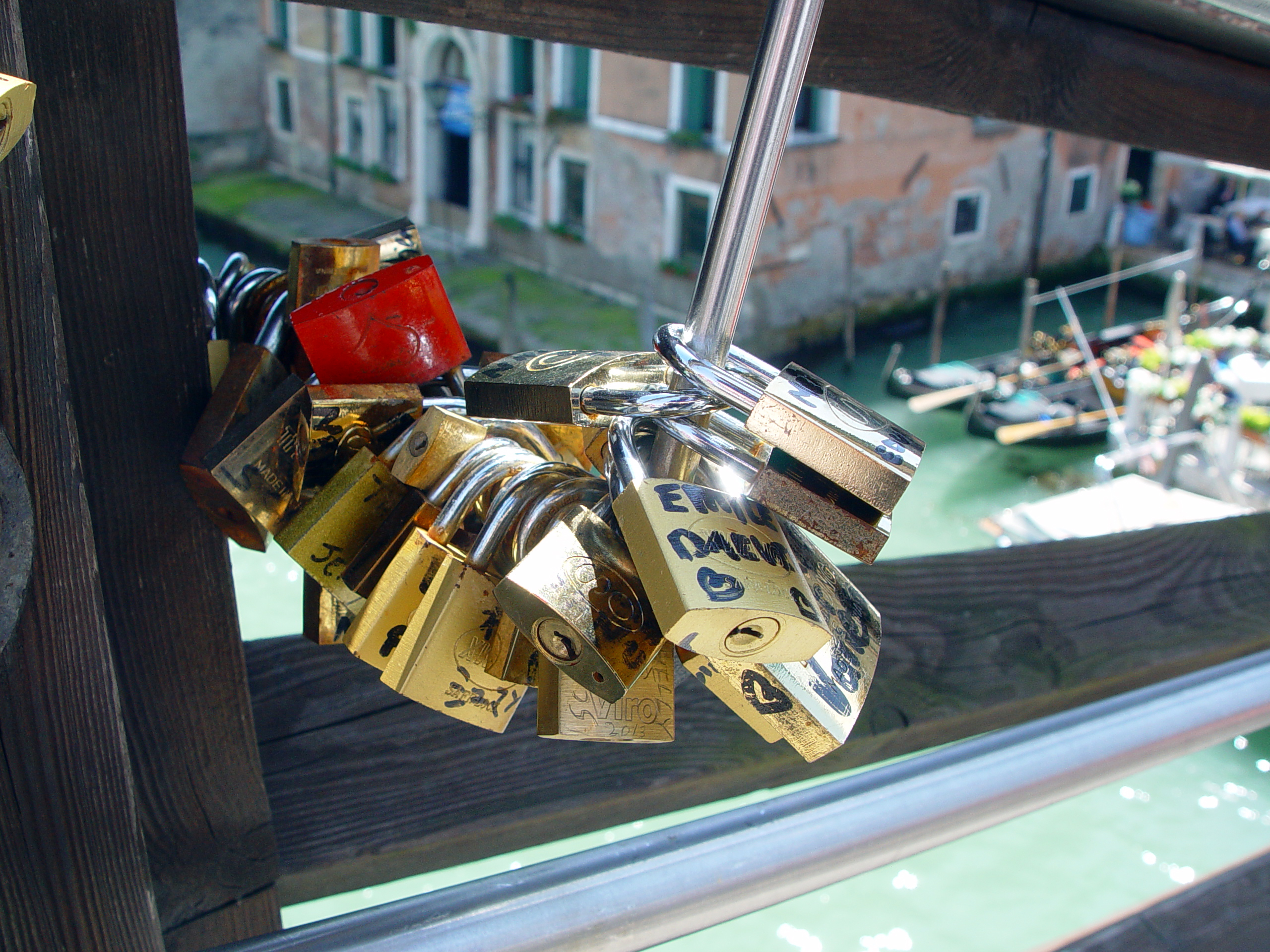
Lakatok egy velencei hídon.
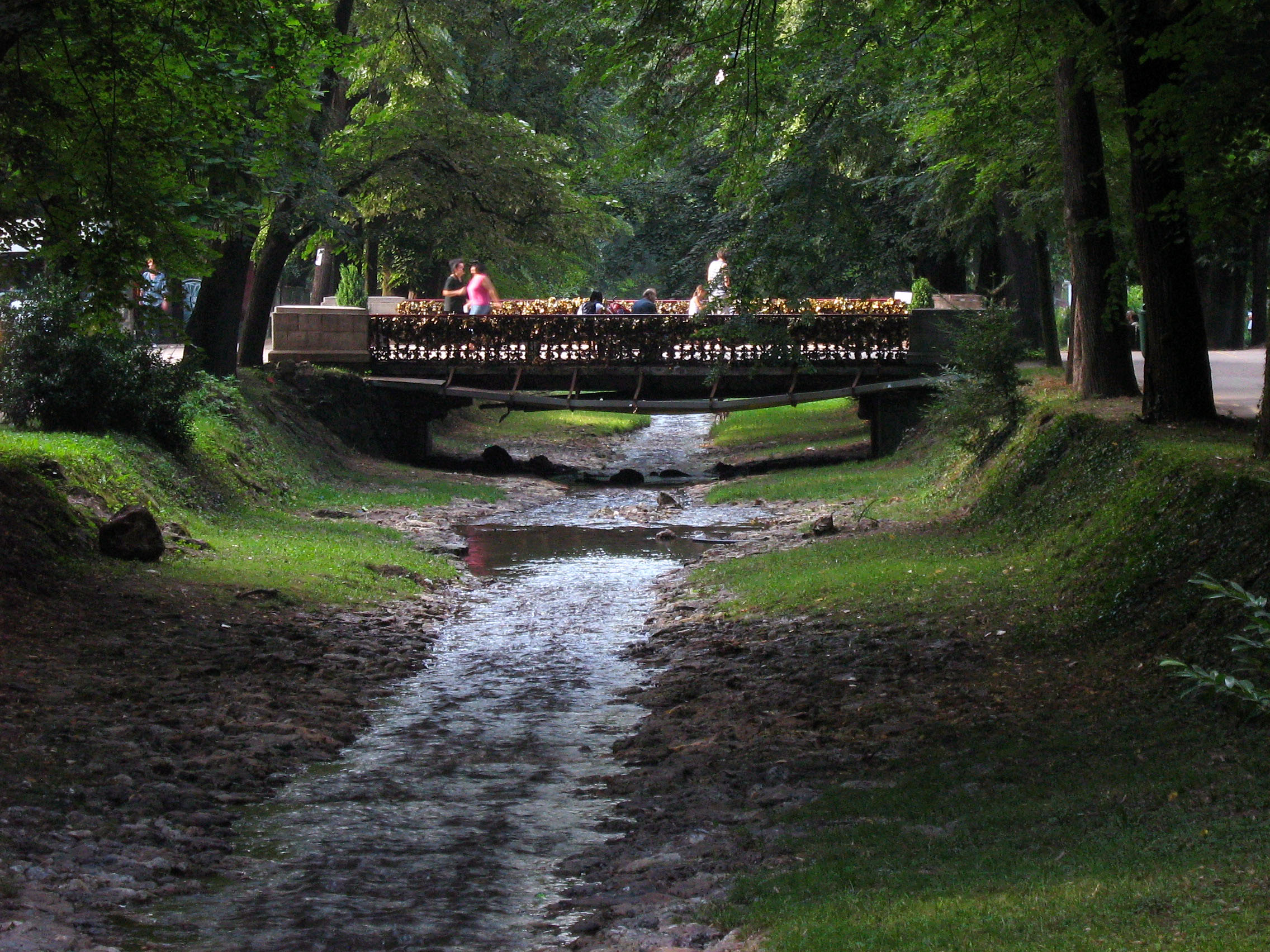
Szerelem-híd a szerb Vrnjačka Banja városban.
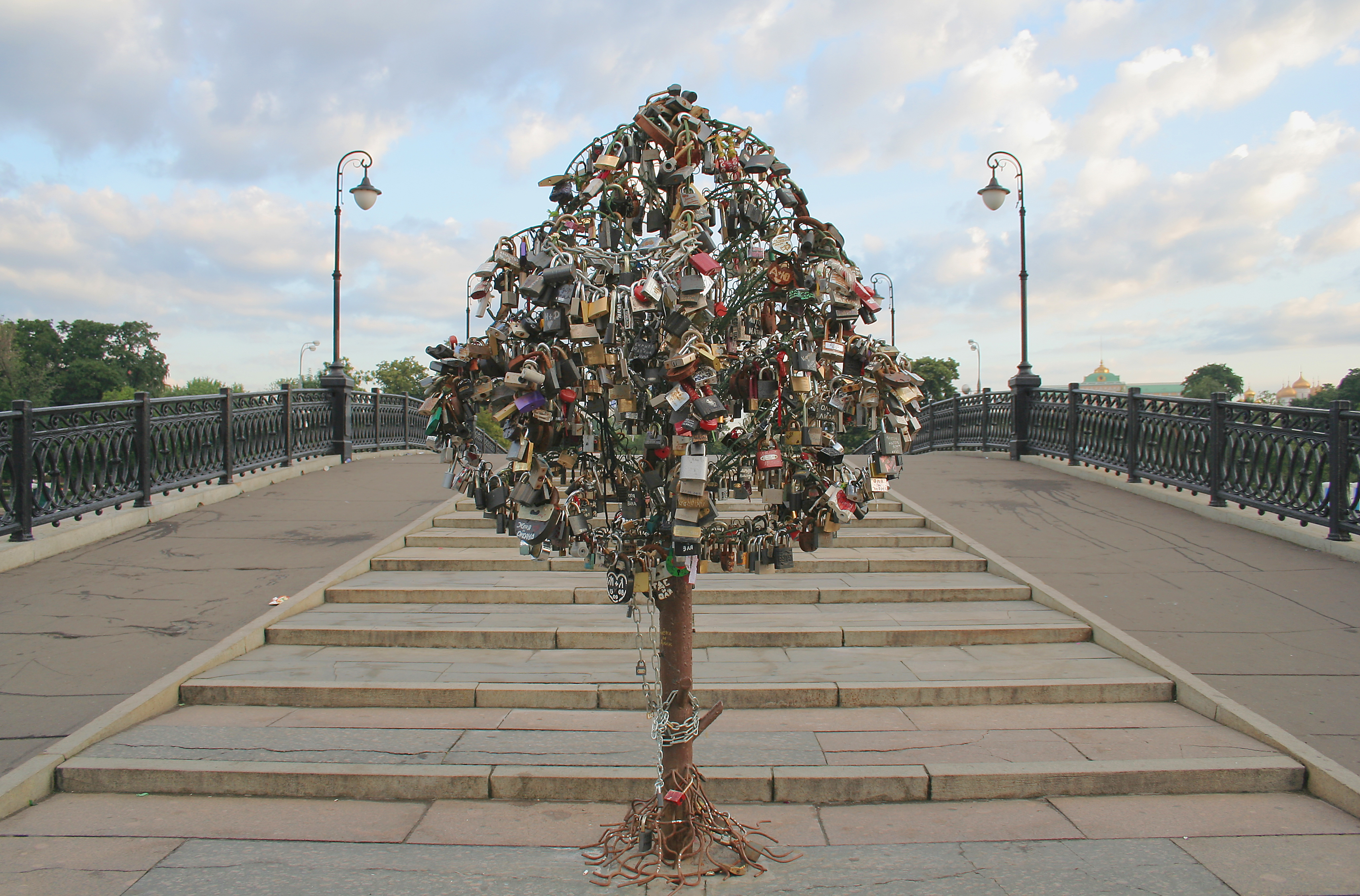
Moszkvában a Megmentő Krisztus Székesegyház előtti hídon is találunk lakatokat,[8] amelyek számára néhány éve mesterséges fákat is leraktak a hídra.
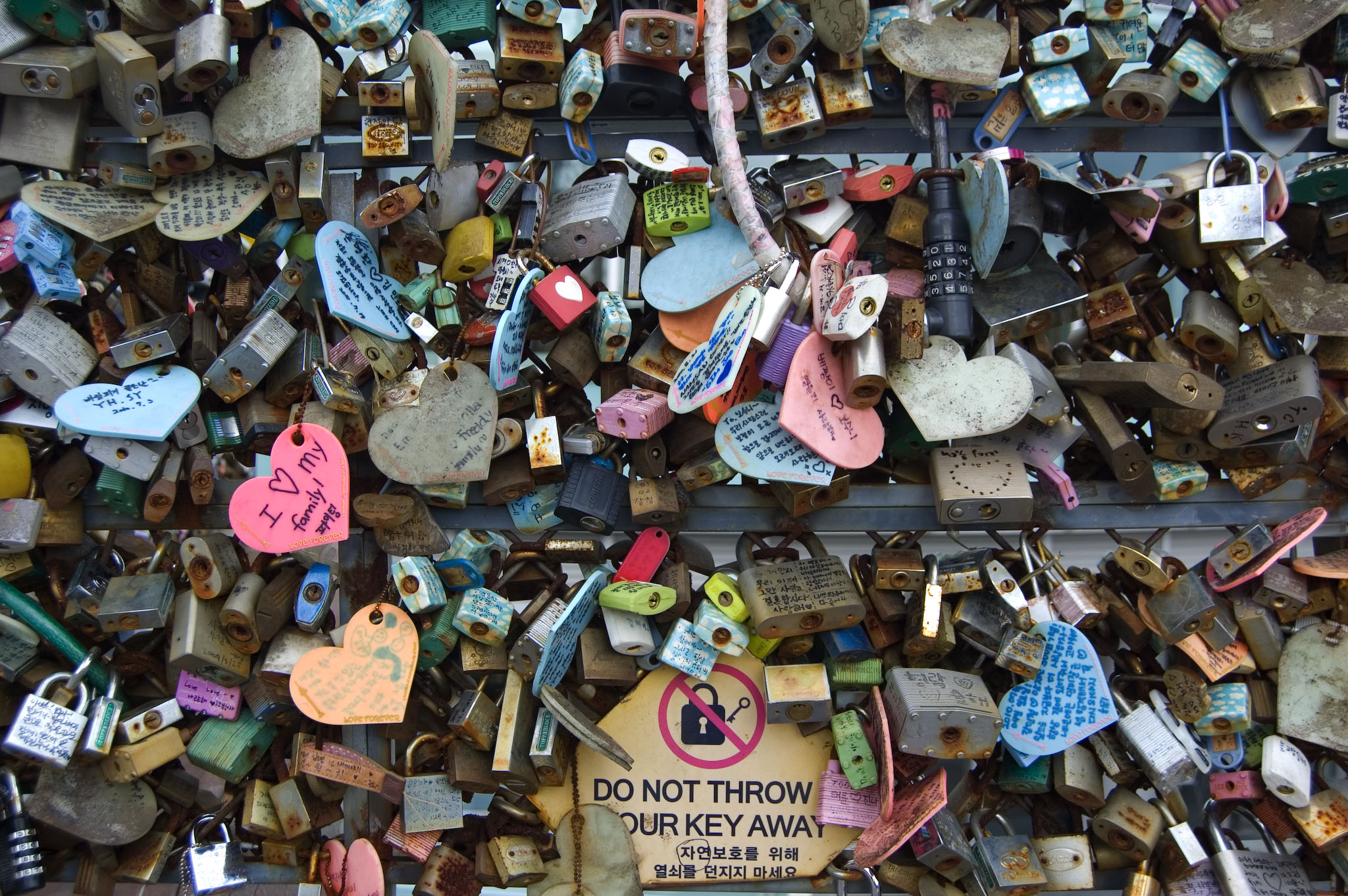
Szerelmesek lakatjai egy szöuli felhőkarcoló 236,7 méter magas peronján. Egy tábla figyelmeztet, hogy a lakatkulcsokat tilos eldobni.
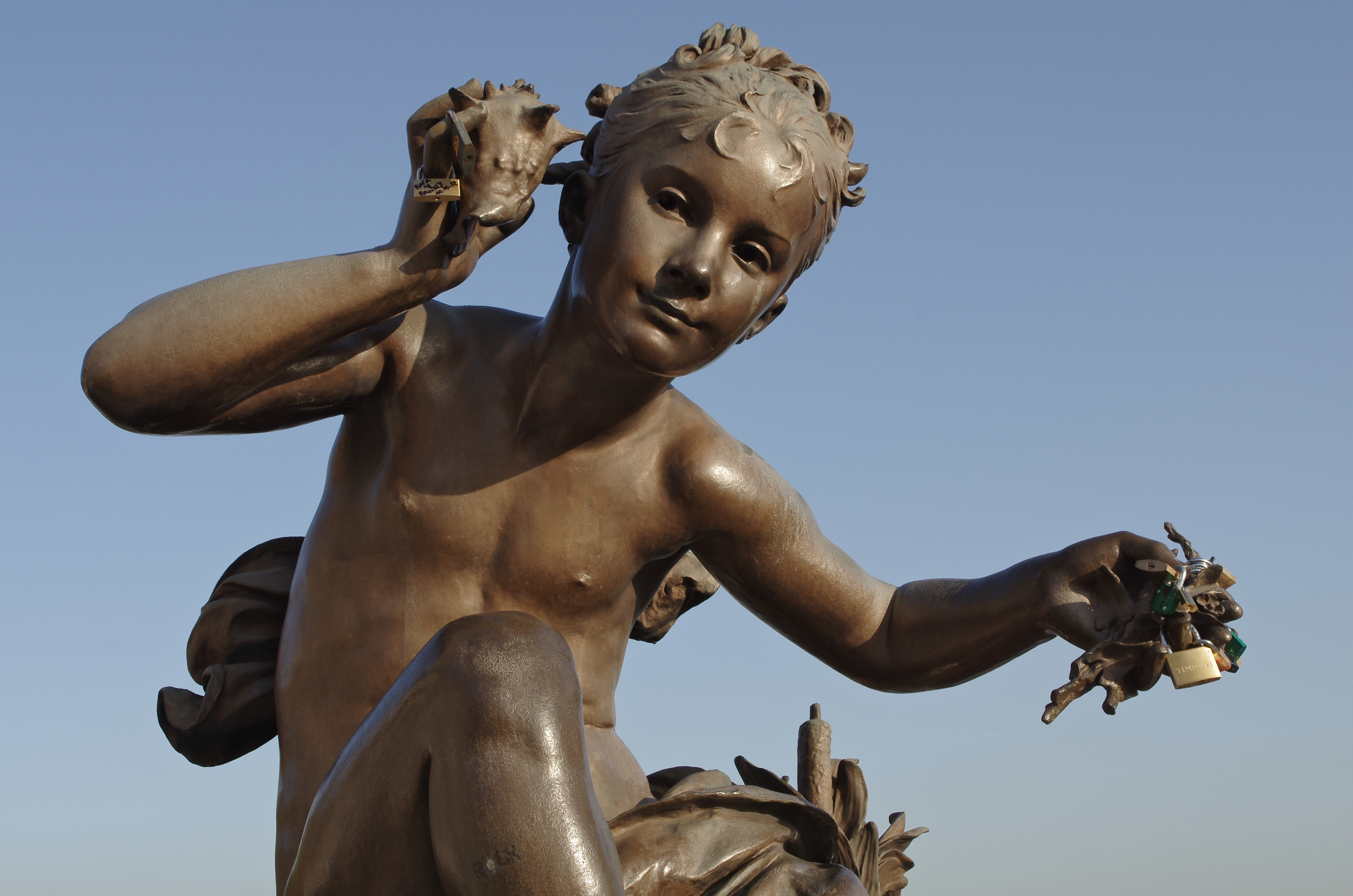
Szerelmesek lakatjai egy párizsi szobron
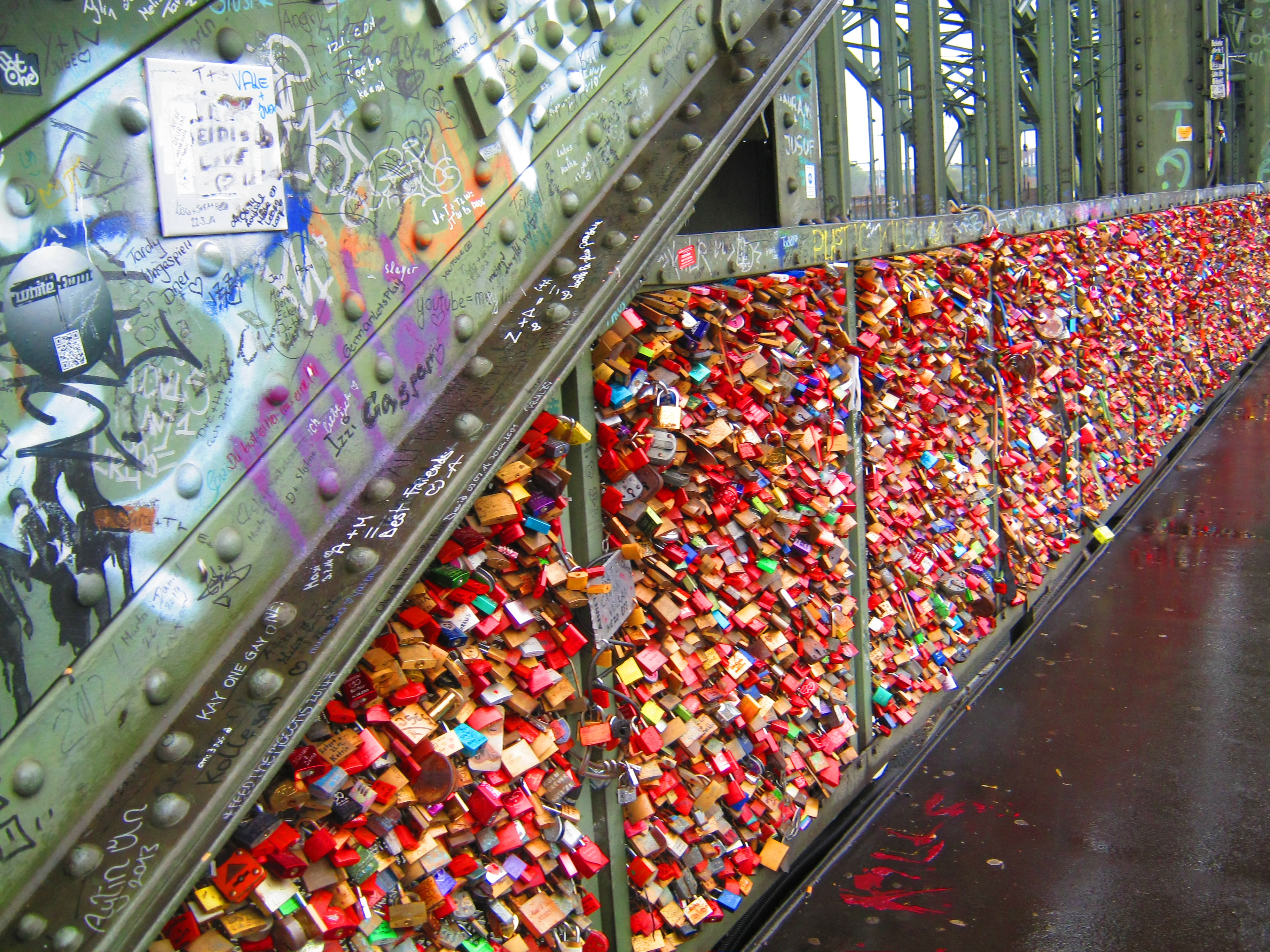
Szerelemzárak (Liebesschlösser) kerítése Köln egyik hídján